# راینسدورف (تورینگن)
راینسدورف (به آلمانی: Reinsdorf) یک شهر در آلمان است که در کوفهویزرکرایس واقع شده‌است. راینسدورف ۸۸۰ نفر جمعیت دارد.